# Ábrahám ibn Daud
Ábrahám ibn Daud (héberül: אברהם אבן דאוד, arabul: ابراهيم بن داود), rövidítve Rábed (héberül: ראב"ד), (Córdoba, 1110 körül – Toldeo, 1180) középkori hispániai zsidó hittudós és történetíró.

## Élete
Ibn Daud életéről keveset tudni. Valószínűleg 1110 körül született Córdobában és anyai ágon Izsák ibn Albalia volt az egyik felmenője. Ifjúságáról semmi sem ismert, felnőtt korában orvosként tartották számon kortársai. Emellett szinte a korabeli összes tudományágban jártas volt. Fő művét, A magasztos hit könyvét tanítványa kérésére írta meg 1160-ban.
Egy kisebb zsidóüldözés alkalmával ölték 1180-ban nem tisztázott körülmények között.  Körülbelül 70 évesen volt.

## Művei
Több történeti művet írt: a Széfer v. Széder ha-Kabbála ('A hagyomány könyve'), ehhez tartozik A római birodalom története Romulustól Mohammedig, és az Izrael királyainak története a II. templom idejében. A művek történeti szempontból nem mindig megbízhatóak, és későbbi források után készültek. A hagyomány könyve a hagyomány folytonosságát akarja feltüntetni a Talmudot elutasító karaitákkal szemben, és elsősorban a gaonok történetével kapcsolatban jelentős alkotás, bár utal a karaiták Hispániából való kiűzésére is. A könyvet hamarosan latin nyelvre fordították.
1160-ban írta meg fő művét, a Széfer Ha-emuna ha-rá-mát ('A magasztos hit könyve'), amely a bevezetés mellett 3 fő részből áll:
- I. Fizikai és metafizikai előismeretek: mindegyik tételhez Bibliai bizonyítékokat csatolt, és felhasználta a targum, a Talmud, és a költők mondásait is. (Például anyag- és forma elméletét Jeremiás könyvének 18:1-e alapján fejti ki; a tíz kategóriát [maamárót] a 139. zsoltár kapcsán magyarázza.)[2]
- II. Istenről és a prófétaságról, a különböző kinyilatkoztatásról, az Istenről mondott antropomorfizmusok elhárításáról (pl. a Biblia érzékletes kifejezéseit Szaadja gaon hatása alatt a szféraszellemekre vonatkoztatta). Jellemző, hogy csak negatív attributumokat tételez fel.[2]
- III. Erkölcs- és lélektan, az erényekről és a vallási törvényekről. Úgy véli, hogy a Tóra parancsolatai segítik az embert a boldogsághoz, ami tulajdonképpen a filozófiai kutatásnak is végső célja. A Tórában megtalálható a legkényesebb morálbölcselet. Tartalma: hittörvények, etikai tételek, és a társadalmi élet szabályai, illetve pozitív vallási kötelességek. Kiemeli, hogy nem szabad ezeket bírálni, hanem engedelmességre, föltétlen hódolatra kell hogy serkentsék az embert (mint például Izsák feláldozásának bibliai története).[2]

Ibn Daud nemcsak elődei, hanem az iszlám ellen is polémiát folytatott. Száraz, filozofikus nyelvét lendület nélküli, túlzott tömörség jellemzi. Bár művei nehezen érthetőek, és kevesen tanulmányozták, Maimonidész írásaiban több helyen őt követi. Ibn Daud maga mind a teológiai kérdésekben, mind a filozófiai Bibliamagyarázatban Szaadja gaont, etikijában pedig Platónt követi, bár sok dolgot átvesz az arab Avicennától és az Al-Farábitól is. Legtöbbre becsüli a metafizikai megismerést, vélekedése szerint az igazi boldogság a spekulatív tudástól és a tiszta látástól függ.

## Magyarul megjelent művei
- A magasztos hit; ford. Kohn Zoltán, átdolg. Balázs Gábor; Logos, Bp., 2004 (Historia diaspora), ISBN 9638159170